# Sergej Pogorelov
Sergej Valentinovič Pogorelov (rusko Сергей Валентинович Погорелов), ruski rokometaš, * 2. junij 1974, Volgograd, Sovjetska zveza, † 24. april 2019, Volgograd, Rusija.
Leta 2000 je na poletnih olimpijskih igrah v Sydneyju v sestavi ruske reprezentance osvojil zlato olimpijsko medaljo, čez štiri leta pa še bronasto medaljo.